# Грантознавство
Грантознавство  — міждисциплінарна галузь знань, що вивчає теоретичні, методологічні та практичні аспекти пошуку, залучення, управління та ефективного використання грантових ресурсів. Ця наука охоплює аналіз доступних грантових програм, процеси підготовки грантових заявок, критерії відбору проектів, механізми моніторингу та оцінки реалізації грантових програм, аспекти управління грантовими проектами, особливості звітності щодо використаних ресурсів, а також аналіз впливу грантового фінансування на розвиток різних сфер суспільства.

## Історія розвитку
Початок формування знань про гранти припадає на період після здобуття Незалежності (1991—2000 роки), коли благодійні організації почали отримувати підтримку від міжнародних фондів, таких як Міжнародний фонд «Відродження». У 2000—2010 роках формується національна грантова система, з'являються державні програми та фонди, зокрема Програма підтримки молодіжних ініціатив і Державний фонд фундаментальних досліджень. З 2010 по 2021 рік збільшується участь України в міжнародних грантових програмах, таких як Horizon 2020, і виникають консалтингові компанії, що розширюють сферу знань про гранти. З 2022 року, після початку війни Росії проти України, міжнародна грантова підтримка українців посилюється, що сприяє розвитку грантознавства, зокрема введення нових дисциплін у ВНЗ.

## Основні категорії грантознавства
До основних категорій грантознавства належать грантодавці, грантоотримувачі, грантові програми, грантові проекти, грантова заявка, процес подання заявок, оцінка заявок, фінансування, моніторинг та звітність, а також ефективність і вплив грантових проектів. Ці категорії складають основу для глибокого аналізу і розвитку знань у цій галузі.

## Відмінності від інших галузей
Грантознавство має свої унікальні риси, що відрізняють його від інших галузей знань, пов'язаних із фінансуванням проектів, таких як фінанси, інвестиції, підприємництво, маркетинг, фандрейзинг та менеджмент проектів. Основною відмінністю є спрямованість на залучення коштів для соціальних, культурних, наукових, освітніх та бізнес-проектів, які мають значний суспільний, економічний або екологічний вплив.

## Значення для суспільства
Ефективне використання грантових ресурсів має велике значення для розвитку суспільства та економіки. Завдяки знанням з грантознавства, представники науки, влади, громадського сектору та бізнесу можуть успішно реалізовувати проекти, які сприяють досягненню важливих соціальних, економічних та екологічних результатів. Грантознавство також є ключовим елементом у залученні альтернативного фінансування на процеси відбудови України в умовах війни та в повоєнний період.
Грантознавство є відносно новою, але важливою галуззю знань, що продовжує розвиватися. Її автономність обґрунтовується наявністю власних методологій, спеціалізованих навчальних програм, досліджень у цій сфері, а також зростаючою роллю в суспільному житті, особливо в умовах сучасних викликів, з якими стикається Україна.